# 韦尔迪河畔康塞桑
韦尔迪河畔康塞桑是巴西米纳斯吉拉斯州的一个市镇。总面积370.04平方公里，总人口12708人，人口密度34.3人/平方公里。